# هومروگد
هومروگد (به مجاری:  Homrogd) یک شهرداری در مجارستان است که در بورشود-آبااوی-زمپلن واقع شده‌است. هومروگد ۱۳٫۴۳ کیلومتر مربع مساحت و ۱٬۰۴۵ نفر جمعیت دارد.